# Edgar Froese
Edgar Wilmar Froese (n. 6 iunie 1944, Tilsit, Prusia (acum Sovetsk, Rusia) - d. 20 ianuarie 2015, Viena, Austria) a fost un artist german și pionier al muzicii electronice, cel mai cunoscut ca membru fondator al trupei de muzică electronică, Tangerine Dream. Cu toate că pe toate materialele pe care a apărut până în 2003, fie ele solo sau cu Tangerine Dream, era creditat ca "Edgar Froese", pe albumele solo din 2003 în prezent este creditat ca "Edgar W. Froese".
Froese s-a născut în Tilsit, Prusia Răsăriteană în timpul celui de-al Doilea Război Mondial. După ce s-a arătat de mic interesat de artă, Froese s-a înscris la Academia de Arte din Berlinul de Vest pentru a studia pictura și sculptura. În 1965 a format o formație numită The Ones care cânta rock și R&B. În timp ce cântau în Spania, The Ones au fost invitați la vila lui Salvador Dalí în Cadaqués pentru o reprezentație. Întâlnirea lui Froese cu Dali s-a dovedit foarte influentă pentru acesta inspirându-l să se orienteze spre direcții mai experimentale în muzica sa. The Ones s-au destrămat în 1967 lansând un singur single.
La întoarcerea în Berlin, Froese a început să caute muzicieni pentru grupul care va deveni Tangerine Dream.
Edgar Froese s-a autodeclarat nefumător, vegetarian și împotriva consumului de droguri.
Froese moare pe 20 ianuarie 2015, în Viena, din cauza unei boli la plămâni.

## Discografie
- Aqua (1974)
- Epsilon in Malaysian Pale (1975)
- Macula Transfer (iunie 1976)
- Ages (1978)
- Stuntman (1979)
- Electronic Dreams (compilație - 1980)
- Solo 1974-1979 (compilație - 1981)
- Kamikaze 1989 (soundtrack - 1982)
- Pinnacles (1983)
- Beyond The Storm (compilație - 1995)
- Introduction to Ambient Highway (compilație - 2003)
- Ambient Highway, Vol. 1 (compilație - 2003)
- Ambient Highway, Vol. 2 (compilație - 2003)
- Ambient Highway, Vol. 3 (compilație - 2003)
- Ambient Highway, Vol. 4 (compilație - 2003)
- Dalinetopia (2004)
- Orange Light Years (compilație - 2005)